# Morgpie
Morgpie (рус. Моргпа́й; род. 6 января 1999, США) — американская порноактриса и Twitch-стримерша.

## Биография
Родилась 6 января 1999 года в США.
В 2020 году стала снимать со своим парнем порнографические ролики и выкладывать их на Pornhub.
Карьеру стримера начала в 2022 году на Twitch, в первую очередь сосредоточившись на трансляциях Just Chatting и различных видеоиграх. Моргпай быстро приобрела известность благодаря своему провокационному контенту и нарушениям правил платформы. Считается, что именно стримы девушки способтвовал ужесточению правил Twitch на счёт сексуального контента.
В 2023 году получила свою первую награду от PornHub Awards в номинации «лучшая исполнительница сквиртинга».

## Награды
| Год  | Церемония      | Результат | Премия                            |
| ---- | -------------- | --------- | --------------------------------- |
| 2022 | Pornhub Awards | Номинация | Самая популярная модель-любитель  |
| 2022 | Pornhub Awards | Номинация | Лучший анальный исполнитель       |
| 2023 | Pornhub Awards | Номинация | Самая популярная модель-любитель  |
| 2023 | Pornhub Awards | Номинация | Лучшая соло-исполнительница       |
| 2023 | Pornhub Awards | Победа    | Лучшая исполнительница сквиртинга |
| 2024 | Pornhub Awards | Номинация | Лучшая соло-исполнительница       |
| 2024 | Pornhub Awards | Победа    | Любимая фитнес-модель             |